# روبرت باينغتون ميتشيل
روبرت باينغتون ميتشيل هو محامي وضابط وسياسي أمريكي، ولد في 4 أبريل 1823 في مانسفيلد في الولايات المتحدة، وتوفي في 26 يناير 1882 في واشنطن العاصمة في الولايات المتحدة. نشط حزبياً في الحزب الديمقراطي. وقد انتخب Governor of the Territory of New Mexico ‏ (6 يوليو 1866 – 1869).